# 국민연설회
국민연설회(國民演說會)는 대한제국 말기에 결성된 정치 단체이다. 임시국민대연설회라고도 한다.
국민연설회의 탄생 배경에는 일진회의 끈질긴 한일 병합 청원 운동이 있었다. 일진회 주도의 병합이 이루어지는 것을 두려워한 대한제국 내각의 총리대신 이완용이 자신을 중심으로 한 병합 운동을 벌이기 위해 국민연설회를 조직했다.
1909년 12월 3일에 발기되어 활동을 시작했다. 국민연설회의 근간은 국시유세단, 대한상무조합본부, 신궁봉경회 등 이완용 계열의 단체들이었으며, 일진회와 경쟁하면서 별도로 한일 병합을 추진했다. 발기인으로는 민영규, 민영소, 김종한, 박용대, 남정철 등 전직 고위 관리들이 포함되어 있었다. 초대회장은 민영소가 맡았다.
창립 이튿날 발기에 참여한 원로 대신들이 농상공부대신 조중응의 집에서 비밀 회의를 열었고, 12월 5일에는 약 4천 명이 출석한 국민대연설회라는 집회를 개최하여 임원을 선정했다. 《대한매일신보》는 국민대연설회 개최 소식을 전하면서 이완용이 일진회의 공격에 맞서 "한국을 영구히 일본에 부속하기로 특별운동"을 벌이는 과정에 있었다고 밝히고, 국민연설회는 일진회가 합방청원서를 제출해 선수를 치자 이완용이 이인직을 앞세워 조직한 단체라고 보도했다.
국민연설회는 일진회의 일한합방상주문 제출로 병합 과정의 주도권 경쟁에서 뒤지게 되자 서둘러 조직된 뒤 독자적인 장서를 작성하였고, 단체 결성 일주일만인 12월 10일에 내각과 통감부에 이 장서를 제출했다. 장서 제출 직전에는 일반 회원에게 공포하는 모임을 가지기도 했다. 이 자리에는 회장 민영소와 부회장 이재극, 전 탁지부대신 임선준, 전 학부대신 이재곤 등 거물급 원로들이 참석했다.
일진회와의 지나친 경쟁은 물의를 빚기도 했다. 국민연설회가 노동자 수백 명을 모아 일진회 본부를 습격할 계획이라는 풍설이 돌아 경시청에서 예종석을 불러 사실 확인을 한 일이 있다.
국민연설회는 결성 초기에는 일진회 성토 상서를 내각에 보내는 등 활발한 활동을 하다가 민영소와 이재극이 곧 사직하면서 조직 구성 문제로 시간을 보냈다. 이듬해인 1910년에는 열성 회원인 고희준 개인이 이완용을 매일 방문하여 장서의 내용대로 실시할 것을 요구하는 정도로 활동이 크게 축소되었다. 한일 병합 조약 체결 후 결사해산령이 내려지면서 1910년 9월 12일에 해산되었다.

## 참고자료
- 친일인명사전편찬위원회 (2004년 12월 27일). 《일제협력단체사전 - 국내 중앙편》. 서울: 민족문제연구소. 79~86쪽쪽. ISBN 8995330724.